# Nébrodes

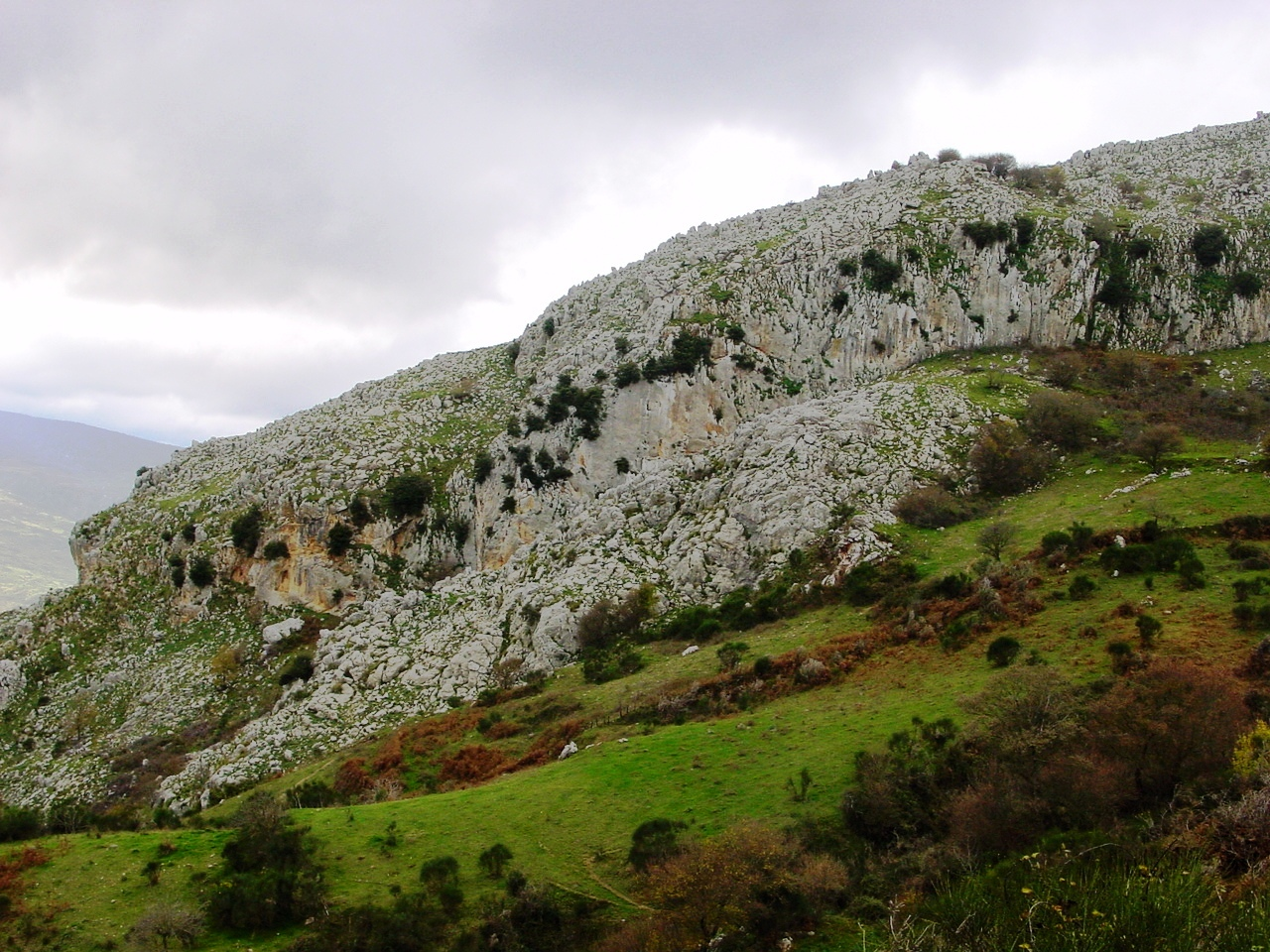
As Rochas do Castro

Os montes Nébrodes (em italiano Nebrodi e siciliano Nèbbrudi) são uma cadeia montanhosa que formam parte do Apenino Sículo, junto com os Peloritanos a leste e as Madonias a oeste.
Os Nébrodes têm como limite setentrional a costa do mar Tirreno e meridional o vulcão Etna, do qual é separado pelo rio Alcântara.
Seu ponto mais alto é o Monte Soro, com 1847 metros de altitude acima do nível do mar, localizado entre as comunas de Cesarò e San Fratello.